# Responsabilité du banquier dispensateur de crédit
La responsabilité civile des prêteurs et des distributeurs bancaires, dispensateurs de crédits constitue un élément central dans la sécurité de ce marché de masse.
Élément essentiel de la protection des consommateurs, elle est souvent recherchée.
Les établissements de crédit (les banques) interviennent dans l'accord ou dans l'octroi de crédits. Les intermédiaires en opérations de banque et en services de paiement commercialisent les crédits. Les opérations de crédit sont parfois un élément ou un accessoire d'une opération complexe dont le montage et le suivi incombent également - ou totalement à des tiers (promoteur immobilier, conseiller en investissements financiers ou conseiller en défiscalisation, notaire, avocat etc.).
La question se pose alors de savoir lequel est, en pareille situation, le débiteur de l’obligation de conseil ou du devoir de conseil en crédit, d’information et d'explication (ou de mise en garde) du client, emprunteur.
Pour les emprunteurs particuliers, deux régimes juridiques sont utiles à distinguer : celui établi avant le 21 mars 2016 ; celui en vigueur depuis.

## Les régimes de responsabilité applicable
La responsabilité bancaire doit s'entendre, soit comme la responsabilité des « banques » (juridiquement : des établissements de crédit), soit comme les différentes responsabilités secrétées par les différents acteurs du secteur bancaire (juridiquement : les établissements de crédit et les Intermédiaires en opérations de banque et en services de paiement).

### Avant le 21 mars 2016
S'agissant de la seule question de la responsabilité des établissements de crédit, elle découle des arrêts de la Chambre mixte de la Cour de cassation du 29 juin 2007, du rapprochement entre la jurisprudence de la 1er Chambre civile et celle de la Chambre commerciale pour consacrer le régime prétorien de la responsabilité bancaire, lequel repose centralement sur la notion de devoir de mise en garde.
Selon les commentateurs, il s’agit là d’une refonte du régime jurisprudentiel de responsabilité bancaire, impliquant l’abandon des concepts classiques de devoir de vigilance, d’obligation d’information et de conseil.
La mise en œuvre des différentes règles de responsabilité des établissements de crédit repose désormais sur la distinction fondamentale entre l’emprunteur profane et l’emprunteur averti, l’obligation de mise en garde ne reposant sur le banquier qu’à l’égard de l’emprunteur ou la caution non avertis. La deuxième condition à la mise en œuvre du devoir de mise en garde repose sur l’existence d’un risque caractérisé. Le devoir de mise en garde comporte deux volets : la vérification de la capacité financière de l’emprunteur ou de la caution, et la vérification de la viabilité du projet.
Pour ce qui concerne la responsabilité des Intermédiaire en opérations de banque et en services de paiement, l'entrée en vigueur de leur Réglementation spécifique depuis le 15 janvier 2013, a installé un devoir de conseil, en crédits, à la charge des seuls Courtiers en crédits (cf ci-après § « Distribution de crédits et Intermédiaires bancaires, régime général »).

#### Distinction entre profane et averti
De 2005 à 2015, cette distinction a constitué un point central de la responsabilité civile en crédits (les juristes emploient le terme de summa divisio, ou de "critère suprême"), pour déterminer le régime de responsabilité applicable.
La jurisprudence de la Cour de cassation a dégagé, au fil du temps, des critères précis de la notion d'emprunteur averti, finalement préféré à « profane ».
La caractérisation de la qualité de l’emprunteur ou de la caution repose exclusivement sur l'examen factuel (in concreto) de chaque situation particulière. Il en résulte qu’il n’existe aucune corrélation nécessaire entre la qualité de professionnel et celle d’emprunteur averti ; un emprunteur averti peut n’être qu’un simple consommateur, tandis qu’un emprunteur agissant à titre professionnel peut être considéré comme un emprunteur non averti.
Selon l'étude précitée, « Le profane est celui qui n’est pas en mesure d’apprécier lui-même les risques de l’opération pour laquelle il envisage de souscrire un emprunt ou de donner sa caution. ». En matière de cautionnement, le critère retenu est celui du degré d’implication de la caution dans l’opération cautionnée ou dans les affaires de l’emprunteur. Est réputée avertie la caution exerçant des fonctions de direction dans la société débitrice, ou celle qui est « directement impliquée ».
Il importe par ailleurs de relever que la jurisprudence considère comme averti l’époux qui est assisté par l’autre époux, dès lors que ce dernier est considéré comme lui-même averti.
Depuis 2015, sous l'effet de la jurisprudence de la Cour de justice de l'Union européenne et des Directives européennes, notamment, la Directive Mortgage Credit ou MCD (entrée en vigueur le 21 avril 2016), la distinction entre emprunteur averti et emprunteur non averti perd de son importance.
Pour les emprunteurs particuliers, et pour les contrats de crédit signés après le  1er octobre 2016, le droit européen transposé dans le Code de la consommation en crédit immobilier comme en crédit à la consommation fait disparaître la distinction entre emprunteur averti et emprunteur non-averti : tous les particuliers bénéficient des obligations prévues par ce code.

### Depuis le 21 mars 2016
À cette date, le droit français présente les traits commun d'un régime de responsabilité bancaire pour les crédits aux particuliers, qu'il s'agisse de crédits à la consommation ou de crédits immobiliers.
Les personnes morales, entreprises ou entités de droit public, relèvent de régimes différents et spécifiques.

### Distinction entre les différentes natures de crédits
La responsabilité civile en matière de crédits suit des principes communs.
Elle connait également des spécificités, selon les natures de crédits ou d'emprunteurs.
La nature du crédit, qu'il soit un crédit immobilier, un crédit à la consommation, mais également un crédit aux particuliers ou un crédit aux entreprises entraîne des modalités d'application, voire des principes, différents.

#### Crédits immobiliers aux particuliers
Le 4 février 2014, le Parlement européen a voté la directive régissant le nouveau cadre juridique des crédits immobiliers (dite mortgage credit directive (MCD) ou initialement CARRP pour credit agreement relative to residential property). Cette Directive 2014/17/UE sur « les contrats de crédit aux consommateurs, relatifs aux biens immobiliers à usage résidentiel » est applicable dans l'ensemble de l'Union européenne à compter du 21 mars 2016.
En France, la directive est transposée par l'ordonnance 2016-351 du 25 mars 2016, pour la partie législative du nouveau cadre.
Le crédit immobilier aux particuliers se trouve régi, dans le code de la consommation aux articles L. 313-1, et suivants, L. 314-1 et suivants.
La protection des intérêts des emprunteurs, par les professionnels bancaires eux-mêmes, s'affiche comme la priorité du nouveau régime juridique.
Tous les professionnels, distributeurs-prêteurs (agences des établissements de crédit) ou intermédiaires, sont soumis aux mêmes obligations de compétence professionnelle (au 21 mars 2019, pour les vendeurs préposés des banques françaises) et l'encadrement des rémunérations des vendeurs de crédits immobiliers.
Les obligations précontractuelles sont au nombre de quatre :
- présentation (du professionnel),
- information, sur le crédit, au moyen de la Fiche d'Information Standardisée Européenne, la FISE[11],
- explication, ou mise en garde, fondée sur la solvabilité de l'emprunteur, ainsi que sur l'évaluation du bien immobilier,
- conseil, si le professionnel opte pour sa délivrance.

Le cadre juridique des crédits aux particuliers est applicable au 21 mars 2016. La France en répartit l'application entre le 1er juillet 2016 et le 21 mars 2019.

### Conséquences sur le régime de responsabilité
En premier lieu, à l’égard de l’emprunteur ou de la caution jugé averti, l’établissement de crédit n’est pas tenu à une obligation de mise en garde. La responsabilité de la banque relève de la jurisprudence désormais traditionnelle selon laquelle il appartient à l’emprunteur – sur lequel repose la charge de la preuve – de démontrer que « par suite de circonstances exceptionnelles, la banque avait sur ses capacités financières ou sur le risque de l’opération envisagée des informations qu’il ignorait lui-même ».
En second lieu, ce n’est donc qu’à l’égard de l’emprunteur ou de la caution non averti que la banque est tenue d’un devoir de mise en garde.

### Mise en œuvre du devoir d'information
Ce devoir vise à procurer à l'emprunteur les caractéristiques essentielles du futur contrat de crédit.
Sa délivrance varie selon les natures de crédits.
Par exemple, pour les crédits immobiliers souscrits après le 1er octobre 2016, le devoir d'information est accompli par la remise de la Fiche d'information standardisée européenne, la FISE.

### Mise en œuvre du devoir de mise en garde ou d'explication: exigence d’un risque caractérisé
Tout d’abord, il est constant que le devoir de mise en garde à l’égard de l’emprunteur non averti n’existe qu’autant qu’il existe un risque caractérisé d’endettement né de l’octroi du crédit, ce risque devant être apprécié en fonction des capacités financières de l’emprunteur.
Mais les capacités financières, ou la solvabilité, ne sont plus le seul critère retenu par la Jurisprudence.
La doctrine, que certains estiment proche des positions des banques, est unanime quant à cette exigence préalable de solvabilité dans la mise en œuvre du devoir de mise en garde du banquier :
Pour Hervé Guyader : « L’existence d’un devoir de mise en garde est subordonnée à la démonstration d’un risque… En droit du crédit, le risque s’apprécie au regard des capacités financières de l’emprunteur et des enjeux liés au remboursement. ».
De même, pour Alain Gourio : « L’obligation de mise en garde n’a lieu d’être, selon la formule désormais rituelle reprise par plusieurs des arrêts commentés, que s’il existe un risque d’endettement né de l’octroi du crédit. Ce risque doit être évalué au regard des capacités financières de l’emprunteur… Tout prêt implique un risque de non remboursement. Ce n’est pas de cela qu’il s’agit, car dans ce cas un avertissement standard suffirait. Est visé par la Cour de cassation le risque résultant de situations particulières, comme un niveau élevé d’endettement ou des revenus irréguliers. ».
Enfin, pour François Boucard : « Le contrôle de la banque est limité à l’anormalité ; l’établissement de crédit n’est pas tenu d’attirer l’attention de l’emprunteur sur les risques normaux ».
Cette unanimité des commentateurs repose évidemment sur la jurisprudence de la Cour de cassation, qui juge que le banquier n’a pas à signaler à l’emprunteur un risque normal, inhérent à toute opération de crédit :

« après avoir relevé que M. X... était le créateur et l'un des deux associés de la société Madeleine, la cour d'appel a, sans encourir le grief de la première branche du deuxième moyen, écarté l'argumentation développée par l'intéressé pour rechercher la responsabilité de la caisse d'épargne du chef de prétendus risques attachés à l'opération financée par le prêt cautionné, en retenant que celui-ci avait été consenti à ladite société à l'effet de financer l'achat d'un fonds de commerce dont la situation financière était saine dès lors que les résultats des trois années précédentes étaient bénéficiaires et en hausse, de sorte que les perspectives de rentabiliser l'opération étaient normales et ne présentaient pas de facteur de risque excédant celui inhérent à toute entreprise »

La Cour de cassation retient même la nécessité d’un « risque élevé » :

« Attendu que pour accueillir la demande du Crédit lyonnais, l'arrêt attaqué relève que… même si la banque avait pris en accordant les prêts un risque élevé, à la limite de ce qui était raisonnable, il n'était pas suffisamment démontré qu'elle avait commis une faute ; Qu'en se déterminant ainsi, sans rechercher si les époux Y... pouvaient être considérés comme des emprunteurs avertis et, dans la négative, si la banque les avait alertés sur l'importance de ce risque et avait ainsi rempli son devoir de mise en garde, la cour d'appel n'a pas donné de base légale à sa décision »

En outre, la jurisprudence décide que la banque n’est pas débitrice d’un devoir de mise en garde, dès lors qu’une notice d’information a été remise à l’emprunteur dont il n’est pas démontré « en quoi l'information délivrée par La Poste aurait été incomplète, inexacte ou trompeuse »
Au-delà des risques d'endettement nés de l'octroi des crédits, le prêteur doit prendre en compte les risques financiers transmissibles à l'emprunteur. Tel est le cas, par exemple, du risque de change, qui survient lorsque la devise de remboursement du prêt n'est pas la même que celle des revenus de l'emprunteur. Pour les crédits immobilier, à compter du 1er octobre 2014, les prêts en devises présentant un risque de change sont interdits en France, sauf exceptions.

#### Contenu du devoir de mise en garde ou d'explication
Lorsque l’obligation de mettre en garde s'impose, elle est délivrée en considération de deux volets : la capacité de remboursement et la viabilité du projet.

##### Capacité financière de l’emprunteur
La banque doit s’assurer de la capacité de l’emprunteur à rembourser le crédit, en tenant compte de l’endettement total généré par l’opération à financer. La jurisprudence n'a pas fixé de seuil à proprement parler. Même si certaines juridictions font régulièrement référence à des usages bancaires, comme le taux d'endettement ne devant pas dépasser 33% en matière de crédit immobilier, d'autres juridictions ont une appréciation sensiblement différente.
La Cour de cassation sanctionne le caractère éventuellement excessif du financement accordé, au regard des facultés de l’emprunteur à la date de l’octroi du prêt, et compte tenu des revenus escomptés de l’opération, mais sans fixer de seuil.

« Mais attendu qu'après avoir analysé les facultés contributives des époux X..., en tenant compte notamment des revenus produits par la location de la maison achetée au moyen du prêt litigieux, la cour d'appel, constatant que les emprunteurs ne pouvaient faire face aux échéances de ce prêt avec leurs revenus locatifs, non plus qu'avec leurs très modestes ressources, a retenu que la banque avait méconnu ses obligations à l'égard de ces emprunteurs profanes en ne vérifiant pas leurs capacités financières et en leur accordant un prêt excessif au regard de leurs facultés contributives, manquant ainsi à son devoir de mise en garde ; qu'elle a légalement justifié sa décision de ce chef »

« Attendu que pour accueillir la demande de dommages-intérêts de M. et Mme X..., l'arrêt retient que le Crédit lyonnais a manqué à son devoir de conseil en s'abstenant d'attirer l'attention des emprunteurs sur le caractère illusoire de la rentabilité annoncée par le vendeur en l'état des charges et frais de fonctionnement inhérents à une résidence hôtelière et aux difficultés d'y trouver des locataires en permanence que lui-même ne pouvait méconnaître, ainsi que sur l'impossibilité qui allait être la leur de bénéficier des avantages fiscaux escomptés ; Attendu qu'en se déterminant par de tels motifs, impropres à établir qu'à la date de leur octroi, en juin et octobre 1993, les prêts litigieux auraient été excessifs au regard des facultés de remboursement de M. et Mme X..., compte tenu des revenus produits par les locations escomptées des biens acquis au moyen de ces prêts, ce dont elle aurait pu déduire que l'établissement de crédit avait manqué à son devoir de mise en garde, la cour d'appel a privé sa décision de base légale »

##### Viabilité du projet financé
La banque n’a pas à se livrer à une analyse de l’opportunité du projet, et son obligation se limite à la vérification de l’absence de risque anormal présenté par l’opération à financer.
Selon l’arrêt précité du 12 juillet 2007, la banque doit seulement vérifier que :

« les perspectives de rentabiliser l'opération étaient normales et ne présentaient pas de facteur de risque excédant celui inhérent à toute entreprise »

La banque doit donc vérifier la viabilité apparente du projet, sans pour autant supporter une obligation d’expertise du projet, sauf dans l’hypothèse où une anomalie est suffisamment apparente pour imposer à la banque de se livrer à une vérification complémentaire. Il s’agit à cet égard d’un simple devoir de vigilance.
À cet égard, il convient de préciser que le risque sur lequel la banque doit attirer l’attention de l’emprunteur est exclusivement, selon la formule retenue par de nombreux arrêts, « le risque d’endettement né de l’octroi du prêt ».
Par ailleurs, s’agissant de l’étendue du devoir de mise en garde, la Cour de cassation écarte, précisément, toute obligation pour la banque « d'attirer l'attention des emprunteurs sur le caractère illusoire de la rentabilité annoncée par le vendeur… et aux difficultés d'y trouver des locataires en permanence… ainsi que sur l'impossibilité qui allait être la leur de bénéficier des avantages fiscaux escomptés. »

« Attendu que pour accueillir la demande de dommages-intérêts de M. et Mme X..., l'arrêt retient que le Crédit lyonnais a manqué à son devoir de conseil en s'abstenant d'attirer l'attention des emprunteurs sur le caractère illusoire de la rentabilité annoncée par le vendeur en l'état des charges et frais de fonctionnement inhérents à une résidence hôtelière et aux difficultés d'y trouver des locataires en permanence que lui-même ne pouvait méconnaître, ainsi que sur l'impossibilité qui allait être la leur de bénéficier des avantages fiscaux escomptés ; Attendu qu'en se déterminant par de tels motifs, impropres à établir qu'à la date de leur octroi, en juin et octobre 1993, les prêts litigieux auraient été excessifs au regard des facultés de remboursement de M. et Mme X..., compte tenu des revenus produits par les locations escomptées des biens acquis au moyen de ces prêts, ce dont elle aurait pu déduire que l'établissement de crédit avait manqué à son devoir de mise en garde, la cour d'appel a privé sa décision de base légale »

### Le débiteur de l’obligation de mise en garde
Le devoir de mise en garde est à la charge du professionnel, soit l'établissement de crédit, soit l'intermédiaire en opérations de banque et en services de paiement, soit les deux.
Toutefois, il en va autrement lorsque l’établissement qui octroie le crédit intervient dans une opération complexe dont il ne participe ni au montage, ni à l’élaboration du projet.
Ainsi, il est constant que, lorsque le notaire est le conseil habituel d’un promoteur spécialisé dans un certain type d’opération, notamment de défiscalisation, c’est lui qui est débiteur de l’obligation d’informer et de mettre en garde les acquéreurs :

« Attendu que pour débouter M. Y... de son action dirigée contre le notaire et son assureur, l'arrêt retient qu'il n'était pas fondé à reprocher à M. X..., qu'il n'avait pas informé de ses intentions et qu'il n'avait pas vu, de ne pas lui avoir fourni l'ensemble des informations et des conseils concernant les risques de l'opération de défiscalisation de la loi Malraux qu'il poursuivait, et que ni la procuration, établie par M. Y... pour être représenté lors de la signature des actes, ni les actes de prêt et de vente ne faisaient état du but poursuivi par l'acquéreur de réaliser une opération de défiscalisation ; »

« Qu'en se déterminant ainsi, sans répondre aux conclusions par lesquelles M. Y... avait fait valoir que M. X..., en sa qualité de notaire habituel de la société Parailloux spécialisée dans ce genre de montages, ne pouvait ignorer qu'il s'agissait d'une opération de défiscalisation et qu'il se devait de fournir à l'acquéreur l'ensemble des informations concernant les obligations à respecter afin d'obtenir effectivement les avantages fiscaux légalement prévus, la cour d'appel n'a pas satisfait aux exigences du texte susvisé »

Il résulte de la jurisprudence précitée que l’obligation d’information pèse sur le notaire dès lors qu’il a connaissance du but poursuivi par l’acquéreur.
Dans le cadre d’une opération de restauration immobilière comportant des avantages fiscaux, la Haute juridiction a pu décider :

« Attendu qu'il est encore reproché à l'arrêt d'avoir écarté la responsabilité des banques en retenant que celles-ci avaient pour unique obligation de verser les fonds prêtés, sans prendre en considération leur qualité de professionnel du crédit qui leur imposait un devoir de conseil et sans rechercher si elles n'avaient pas manqué à ce devoir ; Mais attendu que, par motifs adoptés, l'arrêt attaqué, confirmatif de ce chef, a retenu qu'il ne résultait pas des pièces versées aux débats que les banques seraient intervenues comme intermédiaires spécialisés, en parfaite connaissance de l'opération, qu'elles ne pouvaient s'immiscer dans les relations contractuelles entre le vendeur et les investisseurs, que les offres de prêt satisfaisaient aux dispositions de la loi du 13 juillet 1979, que les demandeurs n'étaient pas fondés à prétendre que le déblocage des fonds relatifs aux travaux serait intervenu sans respecter les conditions prévues, ces fonds ayant été débloqués sur appels signés par l'emprunteur ou sur ordre du bénéficiaire portant la mention " bon pour acceptation " ; que la cour d'appel a pu en déduire qu'aucune faute ne pouvait être retenue à l'encontre des établissements de crédit »

Cette solution est constante, s’agissant du cas de l’investissement avec avantages fiscaux dans une résidence hôtelière donnée en gestion à une société d’exploitation :

« ayant retenu qu'il n'était pas établi que les banques qui avaient consenti les financements nécessaires aient participé à l'élaboration du projet de création de l'hôtel ou au montage juridique mis en place, la cour d'appel a pu décider qu'elles n'étaient pas tenues d'une obligation de conseil sur la faisabilité d'un projet qui n'apparaissait pas irréalisable »

### Absence de devoir de conseil du prêteur, en crédit
Le devoir de mise en garde est souvent confondu avec le devoir de conseil. Ces deux obligations possèdent des objectifs et des principes différents.
Ni la loi, ni la jurisprudence ne mettent à la charge du prêteur une obligation de conseil en crédit, quelle que soit la nature de l'emprunteur et quelle que soit la nature du crédit.
Depuis 2013, seuls les courtiers en crédits sont débiteurs d'une obligation de conseil en crédits, pour tous les crédits et pour toutes les natures d'emprunteurs (cf infra).

### Responsabilité du banquier quant à la forme du contrat
La responsabilité du banquier dispensateur de crédit s'exprime également dans le soin que le professionnel doit apporter au contrat de crédit lui-même.
En particulier, les mentions obligatoires et le formalisme attaché à ce contrat, incombent directement au professionnel.
La mention obligatoire du taux effectif global du crédit immobilier, par exemple, illustre assez bien la rigueur attendue du professionnel. En particulier, ce Taux Effectif Global est, nécessairement, proportionnel. La Cour de cassation l'a d'ailleurs rappelé, dans un arrêt du 27 novembre 2013.

### Distribution de crédits et intermédiaires bancaires
Les intermédiaire bancaires ou IOBSP commercialisent les crédits, en lieu et place des réseaux directs des établissements de crédit prêteurs.

#### Régime général, commun à tous les IOBSP
Dans les conditions ci-dessus décrites, en matière de crédits, sont principalement dues des obligations d'information et de mise en garde (alerte face à une intention de souscrire le produit). Leurs régimes et conditions d'application sont différents.
Le devoir de mise en garde en matière de crédit doit donc, désormais, tenir compte de la différenciation, grandissante, entre le gestionnaire du risque de crédit, décideur de son octroi (qui ne peut être qu'une banque) et les distributeurs de crédits (qui peuvent être soit des banques, directement, soit des intermédiaires).

#### Régime particulier des courtiers IOBSP
En 2013, le code monétaire et financier a introduit un devoir de conseil en crédit, pour les courtiers en crédits (IOBSP relevant de la catégorie 1 de l'article R. 519-4 de ce code). Cette obligation de conseil spécifique aux courtiers en crédits (articles R. 519-28 et R. 519-29 du code monétaire et financier) bénéficie seulement aux clients emprunteurs qui s'adressent à ces courtiers.
Cette obligation de conseil des courtiers en crédits se superpose aux obligations d'information et de mise en garde, dues par les intermédiaires comme par les établissements de crédit.

#### Sanction de l'obligation de mise en garde
L'existence d'une obligation, avec son régime juridique d'application, ne serait guère utile, en l'absence de sanction.
Compte tenu de la création récente (2007, cf supra) de cette obligation de mise en garde, la doctrine, comme la jurisprudence, ont tardé à définir la méthode de calcul du préjudice et de son indemnité réparatrice.
Depuis 2012, plusieurs solutions se dessinent, de ce point de vue.
Il est désormais acquis, en jurisprudence, que la sanction dépend de la perte de chance pour l'emprunteur. Ainsi, il faut considérer que l'emprunteur a perdu une chance de renoncer à l'opération en ayant pas été suffisamment mis en garde contre les risques liés au crédit. Peut-être aurait-il conclu ce crédit, malgré tout. Peut-être aurait-il renoncé. Mais il a perdu une chance de renoncer. Cette perte de chance est certaine au sens du Code civil.
La théorie, désormais appliquée, de la perte de chance, conduit à écarter une indemnité égale au montant du prêt, pour la fixer à un pourcentage de celui-ci, de l'ordre de 5 % à 20 % du capital restant dû avec parfois de nettes disparités en fonction des juridictions. Une telle méthode n'exclut pas, au cas par cas, une indemnité plus importante, conditionnée, par exemple, à la démonstration précise du préjudice causé par la violation de l'obligation de mise en garde.